# Sowjetisch-deutsche Gesellschaft „Kultur und Technik“
Die Sowjetisch-deutsche Gesellschaft „Kultur und Technik“ war eine Organisation zum wissenschaftlichen und technischen Erfahrungsaustausch zwischen der Sowjetunion und Deutschland.

## Allgemein
Im September 1923 verfassten auf Initiative von Professor S. A. Levitin 8 deutsche Vertreter von Wissenschaft und Technik, unter ihnen Albert Einstein und Conrad Matschoss ein Dokument mit den Zielen und Aufgaben der Gesellschaft. Am 8. März 1924 fand im „Haus der Wissenschaftler“ in Moskau die konstituierende Sitzung statt. Zum Vorsitzenden wurde Professor Levitin und zum Ehrenpräsidenten Albert Einstein gewählt. Später wurde Boris Spiridonowitsch Stomonjakow Vorsitzender.
Enge Beziehungen bestanden zum Verein Deutscher Ingenieure, mit dem ein Vertrag über Zusammenarbeit bestand.
1928 gehörten 42, 1929 75 und 1933 90 Wirtschaftsorganisationen der Gesellschaft an.
Die Gesellschaft gab zwei Zeitungen heraus. Ab Februar 1926 die zweimal im Monat erscheinende „Technika kustarju i remeslenniku“ die sich zunächst an Heimarbeiter und Handwerker richtete und über die neueste Technik in der Heim- und Kleinindustrie berichtete. Später wurde sie in „Technika kollektivnomu chozjajstvu“ umbenannt und richtete sich mehr an die Landwirtschaft. Die Auflage stieg von 3000 Exemplaren 1926 und 4000 Exemplaren 1929 auf 50.000 Exemplare 1933.
Die zweite Schrift war die seit 1929 monatlich erscheinende „Russko-germanskij vestnik nauki i techniki“ und richtete sich an sowjetische Wissenschaftler und die technische Intelligenz und informierte über die neuesten Errungenschaften der Technik im westlichen Ausland. Die Auflage stieg von anfänglich 1.500 auf 15.000 Exemplare 1933. Zum Redaktionskollegium gehörten Georg Graf von Arco, Kurt Hess, Conrad Matschoss, George Henry de Thierry, Franz Fischer und Georg Schlesinger.
Es fanden regelmäßig allgemeine Gespräche zwischen deutschen und sowjetischen Wissenschaftlern und Technikern. Die Gesellschaft unterstütze sowjetische Techniker bei der Erlangung der notwendigen Erlaubnis zum Besuch deutscher Betriebe.
Sie organisierte Vorträge deutscher Wissenschaftler und Konferenzen in der Sowjetunion. 1929 und 1930 fanden insgesamt 57 Vorträge statt. 1931 fanden 55 Vorträge statt. 1931 fanden zwei Konferenzen über Korrosionsschutz statt. Im Februar 1932 eine über Standardisierung und Produktion neuer Baumaterialien. 1933 fanden vier Konferenzen statt.
Für die deutschen Spezialisten organisierte die Gesellschaft Vorträge über den Staatsaufbau und die Wirtschaftspolitik der Sowjetunion und andere Fragen.
Vom 8. bis 15. Januar 1929 führte sie in Moskau die „Woche der deutschen Technik“ durch. Danach führte sie zweimal im Monat die Veranstaltung „Tage der deutschen Technik“ durch.
Nach 1933 kamen die Kontakte fast vollständig zum Erliegen, und im März 1937 wurde die Gesellschaft aufgelöst.